# Will Durant
William James Durant (født 5. november 1885, død 7. november 1981) var en amerikansk filosof, historiker og forfatter. Sammen med sin kone Ariel Durant skrev han "Durant's Verdens Kulturhistorie" en:The Story of Civilization.
Hans første bog og gennembrudsbog, "Store tænkere" "en:The Story of Philosophy" blev en bestseller også i Danmark, hvori Will Durant med en humoristisk pen, der er meget kompatibel med Victor Borge'sk humor, bringer store filosoffer og tænkere som Platon, Aristoteles, Francis Bacon, Herbert Spencer, Nietzsche og tilsvarende ned på et plan hvor de kan forstås til hverdagsbrug.

## Citater
- "Nutiden er fortiden kørt i stilling for handling og fortiden er nutiden udlagt til forståelse" (Fra "Durant's Verdens Kulturhistorie")

## Værker og priser
For bind 29-32 i den danske udgave af "Durant's Verdens Kulturhistorie", "Rousseau og den Franske revolution", der på engelsk udkom som ét bind 10, en:Rousseau and Revolution" modtog Will Durant og hans kone en Pulitzer pris Pulitzerprisen i 1977.
Senere fulgte den højeste udmærkelse, civile amerikanere kan belønnes med, i form af Præsidentens Frihedsmedalje fra Præsident Gerald Ford i 1977.
Will Durant og hans kone fulgte "Rousseau og den Franske revolution" en:Rousseau and Revolution op med en slags opsummerende "The Lessons of History", der var både en analyse og en opsummering af hele serien. Denne findes kun på engelsk, men tillige som lydbånd oplæst af Russ Holcomb.
Skønt parret havde forestillet sig at fortsætte deres verdenshistorie ind i det 20. århundrede, løb de ganske enkelt tør for tid og havde planlagt at afslutte serien med "Rousseau og den Franske revolution." Det lykkedes dem dog at presse et sidste bind ind (som ikke er udgivet på dansk) i form af The Age of Napoleon i 1975. 

## Familie og død
Ariel Durant og Will Durant var selvsagt en bemærkelsesværdigt kærlighedspagt til hinanden og deres fælles værker. De døde med to ugers mellemrum i 1981, henholdsvis 25. oktober (Ariel Durant) og 7. november (Will Durant)
De ligger begravet på Westwood Village Memorial Park Cemetery i Los Angeles.
Parret fik en datter, Ethel.

## Bøger
Se en komplet bibliografi for Will Durants forfatterskab online Arkiveret 10. februar 2013 hos  Wayback Machine.
- Will Durant: "Store tænkere" / 1932 / Jespersen og Pios Forlag / 383 sider / Originaltitel: "en:The Story of Philosophy" / 1926 / Simon and Schuster New York.
- Ariel & Will Durant: "The Lessons of History / 1968 / Simon and Schuster New York.
- Ariel & Will Durant: "The Lessons of History / 1968 / Audio kassettebånd oplæst af Ross Holcomb / Audio Partners Pulishing Corp.

Posthumt udgivet på engelsk:
- Will Durant: The Greatest Minds and Ideas of All Time / 2002.
- Will Durant Heroes of History: A Brief History of Civilization from Ancient Times to the Dawn of the Modern Age / 2001.

### "Durant's Verdens Kulturhistorie"
- Will Durant: Bind 1-3 "Vor orientalske arv – Asiatisk kulturer" / 1969 / Hassing / Our Oriental Heritage / 1935 / Simon and Schuster New York.
- Will Durant: Bind 4-6 "Livet i Grækenland – Græsk kultur fra 1200-146 f. Kr" / 1969 / Hassing / The Life of Greece / 1939 / Simon and Schuster New York.
- Will Durant: Bind 7-9 "Cæsar og Kristus – Rom og den tidlige Kristendom til 325 e Kr." / 1970 / Caesar and Christ / 1944 / Simon and Schuster New York.
- Will Durant: Bind 10-13 "Troens Tidsalder – Fra Konstantin til Dante" / 1970 / Hassing / The Age of Faith / 1950 / Simon and Schuster New York.
- Will Durant: Bind 14-16 "Renæssancen – Italien 1304-1576" / 1971 / Hassing / "The Renaissance / 1953 / Simon and Schuster New York.
- Will Durant: Bind 17-19 "Reformationen – Fra Wyclif til Calvin; 1300-1564" / 1971 / Hassing / The Reformation / 1957 / Simon and Schuster New York.
- Ariel & Will Durant: Bind 20-22 "Rationalismen – Fra Elizabeth I til Galilei; 1558-1648" / 1971 / Hassing / The Age of Reason Begins / 1961 / Simon and Schuster New York.
- Ariel & Will Durant: Bind 23-25 "Solkongens århundrede – Fra Ludvig XIV's tid; 1648-1715" / 1972 / Hassing / The Age of Louis XIV/ 1963 / Simon and Schuster New York.
- Ariel & Will Durant: Bind 26-28 " Filosoffernes tidsalder – 1715-1756" / 1972 / Hassing / The Age of Voltaire' / 1965 / Simon and Schuster New York.
- Ariel & Will Durant: Bind 29-32 "Rousseau og den franske revolution – 1756-1789" / 1972 / Hassing / Rousseau and Revolution / 1967 /Simon and Schuster New York.
- Ariel & Will Durant: The Age of Napoleon / 1975 / Simon and Schuster New York (ikke udgivet på dansk).

## Eksterne links
- Will Durant Foundation